# 立花統次
立花統次（天正4年（1576年）－慶長5年10月20日（1600年）），日本戰國時代後期、安土桃山時代的武將，通稱「三太夫」。實父為森下釣雲、養父為立花統春。立花家母衣武者。馬印為金馬簾片輪車

## 生平

### 年少立功
立花統次原為立花家臣森下釣雲三子，自幼成為立花家分支一族的立花統春之養子。統春因自裁逝去後，統次受主君立花宗茂之命延續統春一脈。文祿、慶長（1592年至1598年）年間，立花統次作為立花家的旗本武士，跟隨主君宗茂參加由日本關白豐臣秀吉發起的兩次朝鮮派兵戰役（「文祿慶長之役」），立有戰功，受加增共領有1,000石俸祿。慶長5年（1600年）的「關原之戰」時期，他則作為立花家母衣武者十一騎其中一位，參加攻略大津城之戰。

### 江上八院之戰
由於西軍戰敗，立花軍退守居城柳川城，主君宗茂配置1萬3千兵力對抗鍋島軍3萬2千兵力，以家老小野鎮幸為總大將率3千兵力出城抵擋。於江上八院之戰中，小野鎮幸以1千3百兵力對戰三倍於己的鍋島先鋒軍3千至5千兵力，而統次擔任第三陣的將領參戰。
立花軍先鋒隊將領安東範久和石松政之因傳令官松隈小源誤傳軍令而擅自出擊，率先突入敵陣，不久後因兵力懸殊遭到包圍，統次見狀率隊支援，奪下敵軍佈陣的三座橋樑，鍋島軍第二陣的後藤茂綱率鐵砲隊抵擋，立花軍遭受打擊。此時統次雙手各持長槍和長刀單騎殺入敵陣，使敵軍大將鍋島茂賢難以抵擋而敗退，直至先鋒軍本陣五反田一地方能重整軍隊，鍋島家的記錄亦對此留下“先鋒鍋島茂賢殿深陷危險”之記載。統次的戰馬此時因連番陷陣而顯疲態，而鍋島軍的後陣來援並以今泉軍助所率之鐵砲隊再度射擊立花軍，統次因戰馬疲憊無法逃離，背後中彈落馬，摔落於敵軍駐守的橋樑下，被敵將江藤四郎右衛門討取首級，結束其25年的軍旅生涯。
戰後的江上八院一地，當地農民於立花統次戰死之地豎立石碑以為悼念，是為「三太夫地藏」，至今仍每年定期舉行祭典祭拜，是為「立花樣祭」。

## 逸聞

### 年少老成
- 據傳立花統次自幼便是聰穎明悟有良將之風，且是位英俊白皙、信仰虔誠的青年，於自己的領地附近修建寺廟，受當地人民愛戴[4][18]。

- 當其養父統春受命自裁之時，宗茂對統次隱瞞此事，並事先讓他作為使者前往家老小野鎮幸的蒲池城，另外又派人通知小野讓統次暫時待在蒲池城，至統春切腹當日再命小野帶著統次至立花家的本城柳川城。此時才將事情經過對統次說明，讓統次承續統春的名跡和領地[4]。

- 慶長4年3月9日（1599年4月4日），宗茂受島津義弘之邀拜訪位在伏見的島津家屋敷，並帶上統次作為其中一名隨從護衛官，然而有人認為統次還太年輕，擔憂其無法擔當大任。宗茂一行人到達島津家的伏見屋敷後，島津四郎兵衛告知了統次島津家現在正密謀除掉抱有野心的家老伊集院忠棟的計畫，希望統次等立花家臣也加入幫忙，這時一眾立花家臣感到困惑，相對的統次則穩當的回應說:「能夠參與此行動是我們的榮幸，若果有不慎逃走的人我方將協助討伐。然而我們難以分辨哪些人是島津主家、那些是伊集院的人，因此恕我們無法參加。然而屋邸的大門不加以看守怕是不妥，若能得到島津家的同意，我方願意幫忙守備。」島津四郎兵衛於是請統次等立花家臣幫忙守備大門。事後，島津四郎兵衛來到了立花家的屋敷致謝，說了:「先日，我家主義弘公採納了統次殿下的意見，對其結果非常滿意。面對我方的要求，就連富有才能、老練的有功之士都會感到困惑，而統次殿下如此年輕卻有如此處事能力，真是非常了不起。聽聞人人都說宗茂公總喜歡帶著年輕的隨從護衛，經過先日的事件，總算理解宗茂公的眼光不俗了。」[19][4][20]。

### 鄉土英雄
- 雖然統次平常豪言壯語，但於大津城之戰時未有立下赫赫戰功而受人竊語不如其養父統春。統次感到羞愧，於是為了雪恥而抱持覺悟穿著華麗的軍裝參加江上八院之戰，單騎殺入敵陣縱橫馳突所向披靡令敵我雙方大為驚嘆，然而最終深入敵軍陷入眾圍，戰馬也也疲憊不堪，遭鐵砲擊落戰死。死前之際說了:「吾身雖死靈魂不滅，當使肥前(鍋島家領地)諸人受苦受難!」而統次的部下永野二吉、江崎太郎兵衛、富安又三郎、松枝九郎兵衛、中間九郎等亦隨之戰死沙場。其後筑後川下游一帶出現一隻大海龜，屢屢危害肥前人，卻不會妨礙柳河人，是人因此稱為三太夫龜。而其戰死之地也有人建立起三太夫地藏，被作為鄉土英雄弔念祭祀[21][22]。